# 斯坦利·格洛弗
斯坦利·格洛弗（英語：Stanley Glover，1908年4月18日—1964年2月23日），加拿大男子田径运动员，主攻400米短跑。他曾代表加拿大参加1928年夏季奥林匹克运动会田径比赛，获得男子4×400米接力铜牌。